# Gazeta de Portugal
O jornal Gazeta de Portugal foi fundado por António Augusto Teixeira de Vasconcelos, em 1862, e publicou-se até 1866-1867. Nele colaboraram figuras como Feliciano de Castilho, Camilo Castelo Branco, Gomes Leal e Tomás Ribeiro, entre outros. Eça de Queirós estreou-se na Gazeta de Portugal, já nos seus últimos números.